# When the Shit Goes Down
When the Shit Goes Down è un singolo del gruppo musicale statunitense Cypress Hill pubblicato nel 1993 in Europa e Australia come secondo estratto dal loro secondo album in studio Black Sunday.